# Вавилон-5: Втрачені оповіді
«Вавилон-5: Втрачені оповіді» (Babylon 5: The Lost Tales) — телевізійний серіал-антологія у всесвіті Вавилону-5. Стражинськи описав історії як ті, що були у нього для телевізійного серіалу «Вавилон 5», але їх не встигли втілити.
13 липня 2008 року JMS заявив про припинення зйомок серіалу через чергову незгоду з компанією Warner Bros.

## Частина перша. Голоси в темряві. Зверху
2280 рік. Станція Вавилон ліквідована після виконання її місії.
Події відбуваються у 2271 році; є дві пов'язані сюжетні лінії, які розвиваються окремо одна від одної та охоплюють той самий 72-годинний проміжок часу. Полковник Локлі на Вавилоні-5 чекає прильоту Шеридана з Мінбару, який викликає священника із Землі (отця Кессіді), щоб допомогти вирішити таємничу, здавалося б, та надприродну проблему. Член екіпажу з обслуговування, Саймон Берк, повертається до Вавилону-5 з відпустки на Землі та починає поводитися хаотично. Разом зі змінами температури в його частині станції (коричневий сектор) спостерігається неприємний запах, а ремонтники чують голоси в пустих приміщеннях.
Берк в гамівній сорочці (під чиїмось контролем) стверджує, що Бог «засіяв» цю область простору грішними ангелами, щоб тримати людину під контролем. Берк змінює неприємний запах в каюті й представляється священнику Асмодеєм. Священник не повірив в одержимість і Берк демонструє свої здібності — енергетичний сплеск в його камері, станцію охоплює неопалюючий вогонь; сам Саймон стоїть в тунелі вогню неушкодженим.
Після розмови з духом в тілі Берка отець Кессіді бореться з рішенням, чи слід виконувати екзорцизм — чи залучити більше духовенства. Локлі не може заснути та роздумує про стан Берка і з'ясовує неточність. Локлі викриває його брехню, бо для демона «Пекло» — це Земля і що його рід прив'язаний до Землі, тому він спробував вибратися в тілі Берка. Вона його застерегла і каже, що він буде його «вигнаний» на Землі, де він буде потрапляти в пастку, поки сонце не зійде надновою. Заспокійливі засоби вибивають демона після того, як він каже «Я тебе не забуду».

## Частина друга. Голоси в темряві
Шеридан відлітає з Мінбару — центру міжзоряного Альянсу до «Вавилону 5» для святкування 10-ї річниці утворення організації. Під час подорожі він бере на борт центавріанського принца Діуса Вінтарі (третього в черзі на імператорський престол Центавра — другим є Вір Котт) на краю центавріанського простору, використовуючи новий крейсер класу «Вален». Шеридан уві сні отримує попередження від техномага Галена про руйнування Землі через 30 років від руки Вінтарі задля відновлення колишньої слави республіки Центавра. Гален пропонує вбити Вінтарі. Шеридан прокидається із медальйоном на шиї, який уві сні дав йому техномаг. Гален являється Шеридану вдень — він пропонує через несправність зброї корабля «Фурія» знищити корабель з центавріанським принцом. Шеридан бере Вінтарі із собою — на другу «Фурію». Шеридан готується збити «Фурію» з принцом, поки не зрозуміє, що Вінтарі треба дізнатися про доброту — існують способи запобігти катастрофічному майбутньому. Шеридан вирішує дозволити принцу самостійно політати на «Фурії». Президент запрошує Вінтарі жити на Мінбарі, де його можна навчити співчуття. Гален сперечається з Шериданом щодо його рішення. Шеридан змушує Галена визнати, що є можливість вплинути на виховання Вінтарі.
Серія вводить поняття квантового простору.